# B-6 (航空機)
B-6（Keystone B-6）とは、アメリカ陸軍航空隊向けに1930年代に開発されていた軽爆撃機である。

## 概要
B-6は、1931年に陸軍からの発注を受け、アメリカ合衆国の航空機メーカーだったキーストン・エアクラフトが製造した機体であった。機体そのものは複葉機であり、同じキーストンが製造したB-4のエンジンを強化して速度を向上させた機体であった。第一次世界大戦時の複葉機と比較すれば相当進歩していたが、すでに時代遅れになっており、B-6はアメリカ最後の木製複葉爆撃機となった。1934年まで、アメリカの最初の軽爆撃機であった。その後、B-6は1940年代初期まで観察航空機として運用された機体があった。

## 派生型
LB-13
Y1B-4のエンジンを換装したタイプ、7機製造。
Y1B-6
プロトタイプ、2機製造。
B-6A
配備型、39機製造。

## 諸元
- 乗員: 5
- 全長：14.90m
- 全幅 ：22.80m
- 高さ：4.80m
- 翼面積：106.4 m2
- 空虚重量：3,665 kg
- 全備重量：6,056 kg

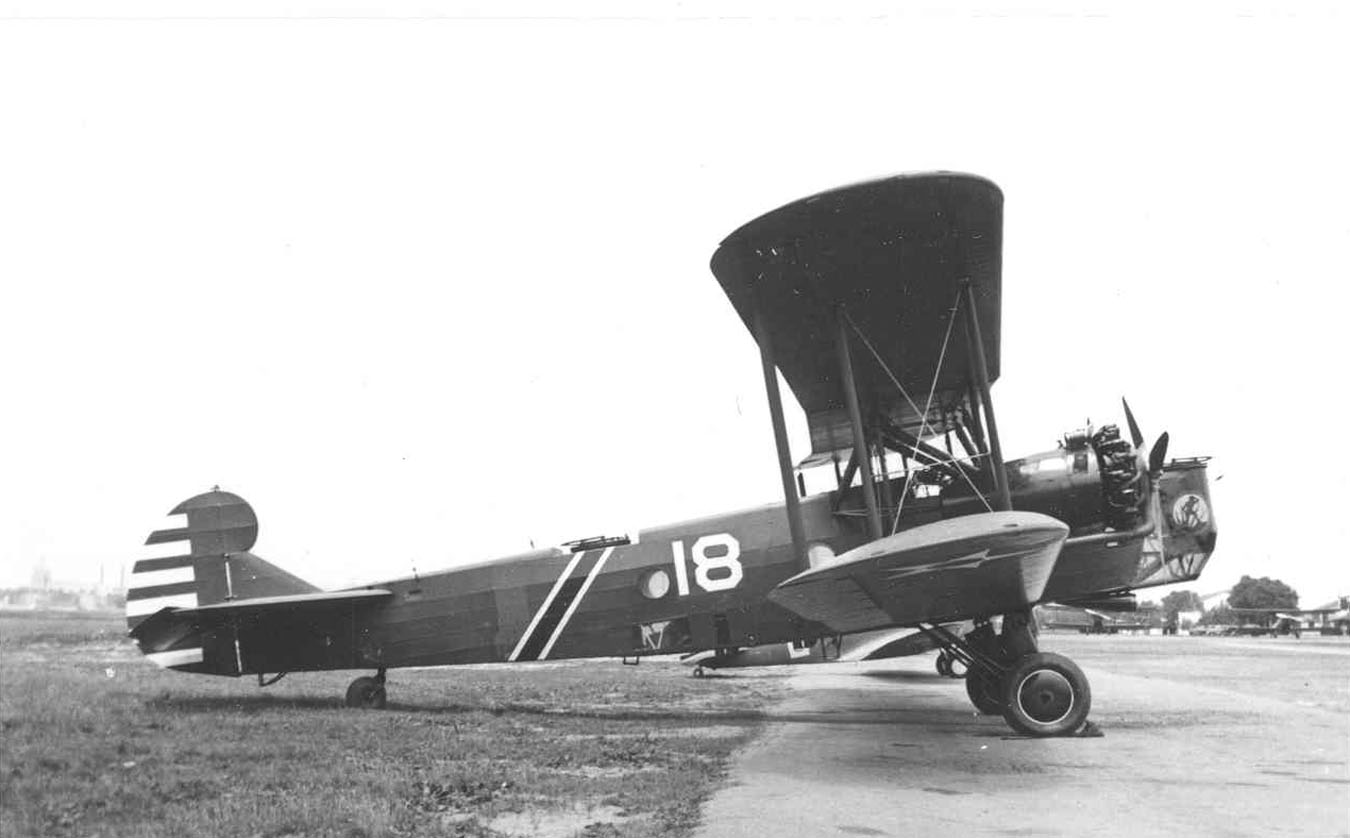
B-6

- 飛行機関: Pratt & Whitney R-1820-1 レシプロ星型エンジン, 575 hp (429 kW)2基
- 最大速度 ：190 km/h
- 巡航速度 ：166 km/h
- 航続距離 ：1,330 Km
- 武装

7.62ミリ機関銃3丁
爆弾：1,800 kg